# AsiaN (신문)

## 창립 역사
AsiaN은 2011년 11월 11일 아시아기자협회 회원들이 주축으로 운영하는 인터넷 신문 매체이다.
<<AsiaN>>은 아시아 50개국 주요 언론 기자 150명을 중심으로 창간하였다.